# Sirajganj Sadar
Sirajganj Sadar es un subdistrito (upazila) del distrito (zila) de Sirajganj, de la región de Rajshahi, en Bangladés, con una población censada en marzo de 2011 de 555 155 habitantes.
Se encuentra ubicado al noroeste del país, cerca del río Yamuna, la principal rama en la que se divide el río Brahmaputra.